# Коба, Тамара Павловна
Тамара Павловна Коба (род. 24 февраля 1957, Новомосковск, Днепропетровская область) — советская и украинская легкоатлетка, специалистка по бегу на средние и длинные дистанции. Выступала за сборные СССР и Украины по лёгкой атлетике в 1980—1995 годах, чемпионка Европы в помещении, победительница и призёрка первенств национального значения. Мастер спорта СССР международного класса.

## Биография
Тамара Коба родилась 24 февраля 1957 года в городе Новомосковске Днепропетровской области Украинской ССР.
Занималась лёгкой атлетикой в Днепропетровске, окончила Днепропетровский институт инженеров железнодорожного транспорта (1981).
Первого серьёзного успеха на международном уровне добилась в сезоне 1980 года, когда вошла в состав советской сборной и выступила на чемпионате Европы в помещении в Зиндельфингене — в беге на 1500 метров превзошла всех своих соперниц и завоевала золотую медаль. За это выдающееся достижение по итогам сезона удостоена почётного звания «Мастер спорта СССР международного класса».
В 1983 году получила серебро на чемпионате СССР по кроссу в Таллине. Будучи студенткой, представляла Советский Союз на Универсиаде в Эдмонтоне — с лучшим временем преодолела предварительный квалификационный этап дистанции 1500 метров, но на финальный забег не вышла.
После достаточно длительного перерыва в 1989 году возобновила спортивную карьеру, в частности на чемпионате СССР в Горьком финишировала второй в дисциплинах 3000 и 5000 метров.
В 1990 году в беге на 3000 метров стала серебряной призёркой на зимнем чемпионате СССР в Челябинске и бронзовой призёркой на летнем чемпионате СССР в Киеве. Принимала участие в Играх доброй воли в Сиэтле, где на дистанции 5000 метров показала девятый результат.
В 1991 году добавила в послужной список серебряную награду, полученную в дисциплине 3000 метров на зимнем чемпионате СССР в Волгограде.
В 1992 году на той же дистанции выиграла серебряную медаль на чемпионате СНГ в Москве.
После распада Советского Союза продолжила карьеру в составе украинской национальной сборной. Так, в 1993 году представляла Украину на Кубке Европы в Риме, где в беге на 10 000 метров стала третьей. Была также заявлена на чемпионат мира в Штутгарте, но в итоге на старт здесь не вышла.
В 1994 году участвовала в кроссовых чемпионате мира в Будапеште и чемпионате Европы в Алнике.
В 1995 году стартовала на чемпионате мира по кроссу в Дареме, была третьей в беге на 5000 метров на Кубке Европы в Лилле, стала чемпионкой Украины на дистанции 5000 метров, отметилась выступлением на чемпионате мира в Гётеборге.
Впоследствии регулярно принимала участие в различных коммерческих стартах на шоссе в Европе, завершив спортивную карьеру в 2004 году.